# Великодний Сергій Миколайович
Сергій Миколайович Великодний (* 5 червня 1971 Суми)  — український спортсмен і танцюрист у Сумах. Артист балету найвищої категорії. Майстер спорту з лижних перегонів, бодіфітнесу, бодібілдингу.

## Життєпис
Народився у сім'ї робітників. Закінчив Вертолітне Михайлівське училище у Сумах. Сім років займався лижним спортом, а з 1984 отримав звання майстра спорту з лижних перегонів.
1992  — 1995 Сумське училище культури, режисерський факультет.
2009–2012 Сумський педагогічний університет, факультет мистецтв, отримав спеціальність викладач хореографії.

### Танці
Перші спроби танцю були ще в дитячому віку. За словами Сергія, брав участь у всіх дитячих заходах. Однак батьки до цього захоплення ставилися як до тимчасового, тому прагнули, аби син отримав якусь робочу спеціальність.
1988-го у Запоріжжі в комплексі «Стріла» йшов бальний конкурс, на який поїхав як танцюрист «брейку». Тоді танець «брейк» був серед заборонених комуністами, але організаторам вдалося включити його до програми змагань, Сергій з друзями сум'янами зайняли призове місце. Стали Чемпіонами Союзу з «брейкдансу». Відтоді визначився, що з танцем буде пов'язане усе подальше його життя.
У 1989 році зайняв 4 місце на Чемпіонаті з бальних танців у місті Курськ, Російська Федерація.
Від 1999 року  — працює танцюристом на круїзних міжнародних лайнерах. Був єдиним українцем у творчій команді.
2009  — 3 місце на Чемпіонаті України з бодіфітнесу.
З 2010  — актор в Драматичному театрі імені Михайла Щепкіна.

### Участь у виставах
- «Ніч під Івана Купала»
- «Новорічні пригоди Котигорошка»
- «Сім'я Кайдашів»[1]
- «Назар Стодоля»
- «Дайте бабусі вічний спокій»
- «Новорічні пригоди кицьки Глаші»
- «Прекрасная Елена» Жака Оффенбаха
- «Весела вдова»
- «Чумаки» — п'єса Івана Карпенка-Карого
- «Кажан»
- «Наталка Полтавка»
- «По-модньому»
- «Майська ніч»
- «Гра в кохання»
- «Дочки-матері»
- «Конотопська відьма»
- «Дон Жуан проти Донни Анни»
- «Тост Орловского»
- «Новорічні пригоди Ємелі»